# Harry C. Woodyard

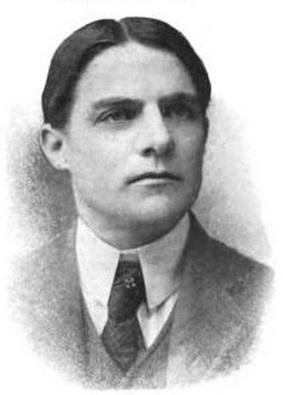
Harry C. Woodyard

Harry Chapman Woodyard (* 13. November 1867 in Spencer, Roane County, West Virginia; † 21. Juni 1929 ebenda) war ein US-amerikanischer Politiker. Zwischen 1903 und 1927 vertrat er mehrfach den vierten Wahlbezirk des Bundesstaates West Virginia im US-Repräsentantenhaus.

## Werdegang
Harry Woodyard besuchte die öffentlichen Schulen seiner Heimat. Danach war er Lebensmittelhändler. Außerdem stieg er in das Holzgeschäft ein. Politisch wurde er Mitglied der Republikanischen Partei. 1898 wurde Woodyard in den Senat von West Virginia gewählt. Bei den Kongresswahlen des Jahres 1902 wurde er im vierten Distrikt von West Virginia in das US-Repräsentantenhaus in Washington gewählt. Dort trat er am 4. März 1903 die Nachfolge von James A. Hughes an, der in den neugeschaffenen fünften Bezirk wechselte. Nach drei Wiederwahlen konnte Woodyard sein Mandat im Kongress bis zum 3. März 1911 ausüben. Bei den Wahlen des Jahres 1910 unterlag er dem Demokraten John M. Hamilton.
Nach dem Ende seiner Zeit im Kongress widmete sich Woodyard zunächst wieder seinen privaten Geschäften. Nach dem Tod des Abgeordneten Hunter Holmes Moss, der Hamilton 1913 abgelöst hatte, gewann Woodyard die notwendige Nachwahl um dessen Mandat. Er trat dieses am 7. November 1916 an und konnte es nach einigen Wiederwahlen bis zum 3. März 1923 ausüben. In diese Zeit fielen der Erste Weltkrieg, die Einführung des bundesweiten Frauenwahlrechts und das Prohibitionsgesetz. Bei den Wahlen des Jahres 1922 verlor Woodyard gegen den Demokraten George William Johnson, den er aber im Jahr 1924 seinerseits schlagen konnte. Damit konnte Woodyard zwischen dem 4. März 1925 und dem 3. März 1927 eine weitere Legislaturperiode im Kongress verbringen. 1926 verzichtete er auf eine weitere Kandidatur. Sein Sitz fiel wieder an James Hughes, den er zu Beginn seiner Kongresslaufbahn im Jahr 1903 im vierten Wahlbezirk abgelöst hatte.
Harry Woodyard starb am 21. Juni 1929 in seinem Geburtsort Spencer und wurde dort auch beigesetzt.